# Carlos Riolfo
Carlos Riolfo Secco (né le 5 novembre 1905 à Montevideo et mort le 5 décembre 1978 dans la même ville) était un footballeur uruguayen champion du monde.

## Biographie
En tant que milieu de terrain, Carlos Riolfo fut international uruguayen à deux reprises. Il fit partie des joueurs sélectionnés pour la coupe du monde de football de 1930, sans jouer un match mais remporta le tournoi.
Il joua tout d'abord pour le club uruguayen du Club Atlético Peñarol, de 1925 à 1931, remportant quatre le championnat uruguayen. Il joua ensuite deux saisons en Argentine, à Estudiantes de La Plata, sans rien remporter.

## Clubs
- 1925-1931 :  Club Atlético Peñarol
- 1932-1933 :  Estudiantes de La Plata

## Palmarès
- Championnat d'Uruguay de football
  - Champion en 1925, en 1926, en 1928 et en 1929
- Coupe du monde de football
  - Vainqueur en 1930